# Johan Skytte
Johan Skytte, född i maj 1577 i Nyköping, död 15 mars 1645 i Söderåkra, var en svensk friherre och riksråd. Han var borgarson och fick studera i Tyskland. Han utsågs senare till lärare åt prins Gustav II Adolf.

## Biografi

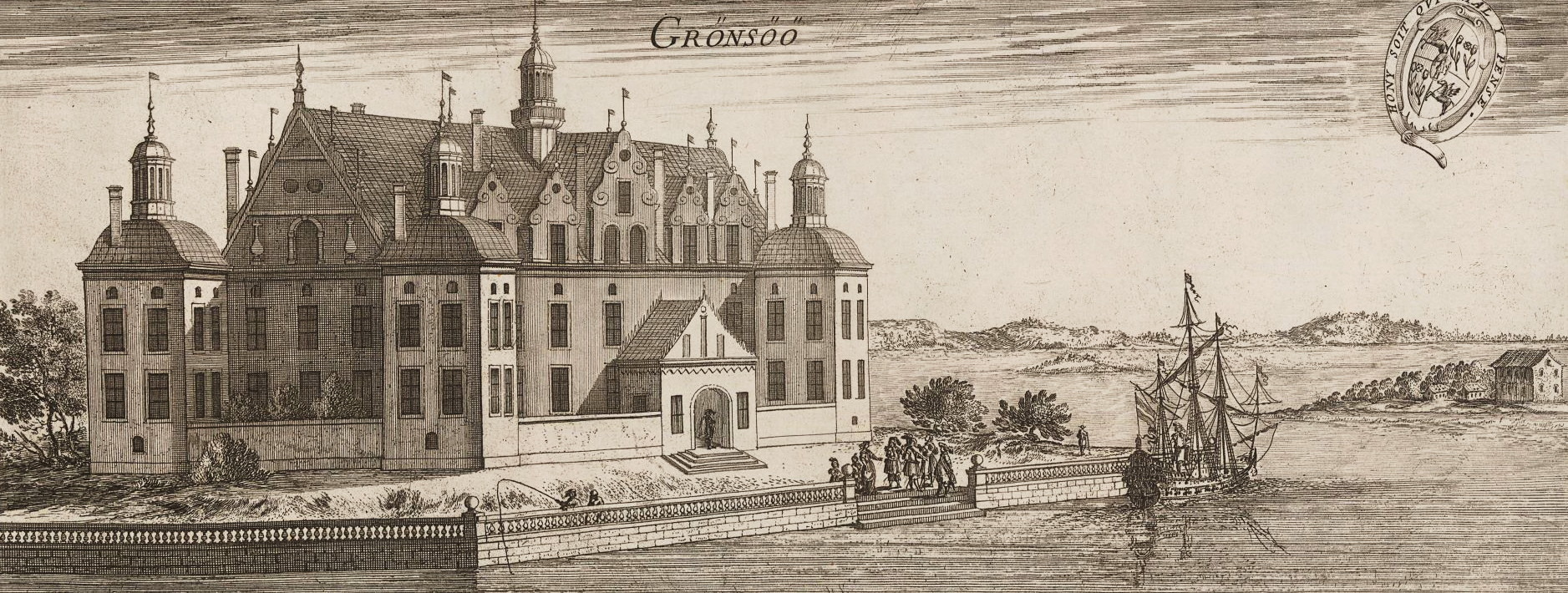
Grönsö slott, uppfördes under åren 1607–1611 på initiativ av Johan Skytte. Avbildning i Sueciaverket.

Johan Skytte föddes som son till borgmästaren Bengt Nilsson Skräddare och Anna Andersdotter. Som ung kallade han sig Schroderus men tog vid adlandet 1604 namnet Skytte. Johan Skytte gifte sig 1606 med Maria Jakobsdotter Näf (Neaf), dotter till Jacob Näf och dennes hustru Karin Jakobsdotter Hampe. Johan Skytte var äldre bror till Ericus Schroderus, som var translator och ägde ett privat tryckeri som translator regius, den kunglige översättaren. Brodern Ericus Schroderus var under åren 1624–1629 ägare till godset Åkeshov i Bromma.
År 1607 lät Skytte påbörja byggandet av Grönsö slott på ön Grönsö i Mälaren. Han blev kammarråd och riksråd år 1617 och år 1622 blev han kansler för Uppsala universitet och undertecknade i den egenskapen Uppsala universitets privilegier. Mest känd är han nog för att han 1622 inrättade skytteanska professuren vid Uppsala universitet och skänkte medel till dess underhåll. Han gav också noggranna föreskrifter om hur professorn skulle bedriva sin undervisning.
Som kammarråd hade han hand om finanserna under Gustaf II Adolf och hävdade då kungamaktens intressen; efter kungens död blev förhållandet mellan honom och den av Axel Oxenstierna dominerade gruppen mycket spänt, och han erhöll inte de ledande posterna i förmyndarstyrelsen, utan användes istället i diplomatiska uppdrag.
Mellan 1629-1634 var Skytte generalguvernör över Livland, Ingermanland och Karelen. Han efterträddes av Bengt Bengtsson. 
1632 grundade Skytte Tartu universitet tillsammans med ärkebiskop Petrus Kenicius. Han fick också i uppdrag att driva in pengarna som behövdes för att betala Älvsborgs lösen. Han var grundare av Göta hovrätt och 1634 blev han dess förste president.

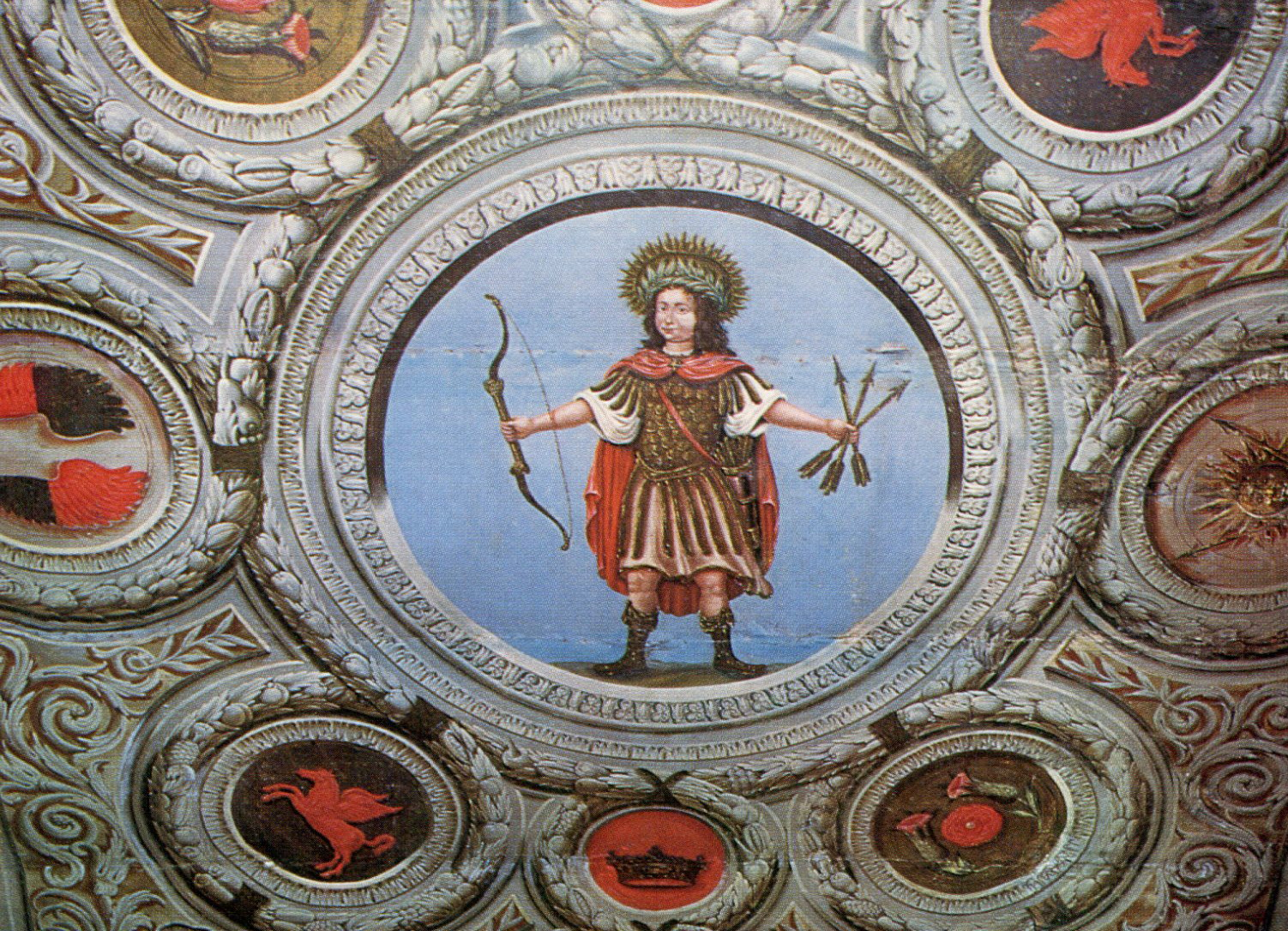
Skytterummet på Grönsö slott, plafond med släkten Skyttes emblem.
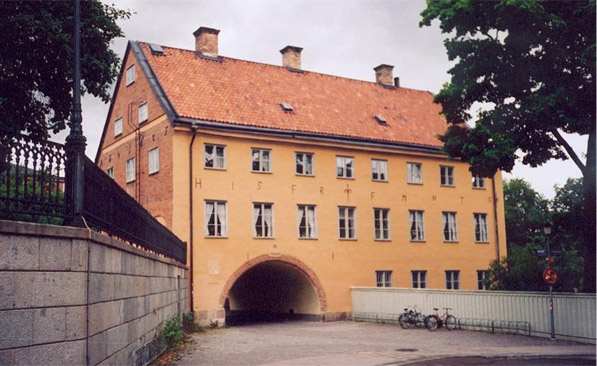
Skytteanum i Uppsala.
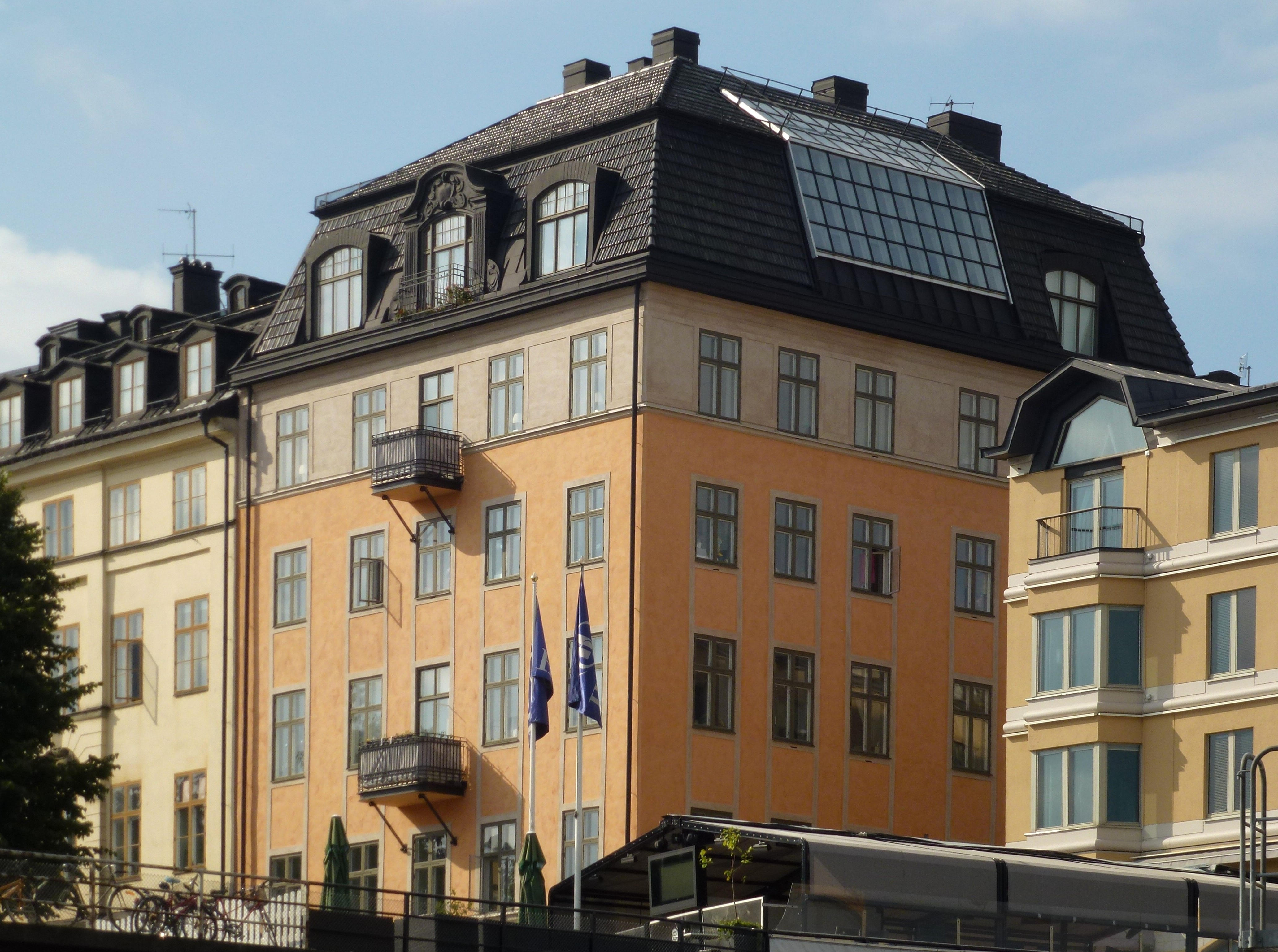
Johan Skyttes hus på Södermalm i Stockholm uppfördes på 1640-talet för riksrådet Johan Skytte.

## Familj
Skytte gifte sig 5 januari 1606 med Maria Näf (död 1649). Hon var dotter till ståthållaren Jacob Näf över Västmanland och Dalarna och Carin Hampe. De fick tillsammans barnen Carl Gustaf Skytte (född 1606), Catharina Skytte (1607–1607), Vendela Skytte (1608–1629) som var gift med landshövdingen Hans Kyle, Anna Skytte (1610–1679) som var gift med landshövdingen Göran Gyllenstierna, Maria Skytte (1611–1647) som var gift med översten Johan Mårtensson Armlod, översten Johan Skytte den yngre (1612–1636), riksrådet Bengt Skytte (1614–1683), landshövdingen Jakob Skytte (1616–1654) och Heldina Skytte (1621–1642).
- Makan Maria Näf hade 1598 ärvt sätesgården Älvsjö gård efter sin far Jacob Näf.